# 斯拉維亞諾沃

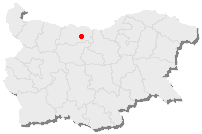

斯拉維亞諾沃是保加利亞的城鎮，位於該國北部多瑙河平原中部，距離首府普列文25公里，由普列文州負責管轄，面積93.45平方公里，海拔高度114米，2010年人口4,518，居民主要信奉東正教。

## 外部連結
- 2003 local elections results （保加利亚文）
- Radio and television in Slavyanovo from Predavatel.com （页面存档备份，存于） （保加利亚文）